# Aparecida do Rio Negro
Aparecida do Rio Negro är en kommun i Brasilien.   Den ligger i delstaten Tocantins, i den centrala delen av landet, 600 km norr om huvudstaden Brasília. Antalet invånare är 4 213.
Omgivningarna runt Aparecida do Rio Negro är huvudsakligen savann. Runt Aparecida do Rio Negro är det mycket glesbefolkat, med 2 invånare per kvadratkilometer.